# نشانه چهار
نشانه چهار (به انگلیسی: The Sign of the Four) دومین داستان بلند شرلوک هولمز است. این داستان حدود سه سال بعد از اتود در قرمز لاکی در فوریه ۱۸۹۰ در مجلهٔ لیپینکات به چاپ رسید نوشتهٔ گراهام گرین
نشانه چهار اولین بار در فوریه ۱۸۹۰ در نشریهٔ lippincots منتشر شد و در همان سال به صورت کتاب نیز به چاپ رسید. این کتاب دومین وقایع نامه‌ای است که دکتر واتسون منتشر می‌کند و عنوان فرعی آن در نشریهٔ lippincots «مشکل شولتوها» بود و بعدها برای تبدیل به رمان فصل‌بندی شد. نشانهٔ چهار که یکی از معروف‌ترین پرونده‌های هولمز است.
گراهام گرین در هفتادسالگی خطاب به جمع کثیری گفت: «ده ساله بودم که برای اولین بار نشانه چهار را خواندم و آن شب تاریک را در سرای پاندیچری در نوروود هرگز از ذهنم محو نشده است»

## طرح داستان
نشانهٔ چهار عملاً از دو داستان تشکیل می‌شود. داستان اول شرح تحقیق پیچیدهٔ هولمز دربارهٔ مرگ بارتولومیو شولتوو به دنبال آن سرقت گنجینهٔ آگراست؛ داستان دوم داستانی است عاشقانه بین واتسن و موکل هولمز٬مری مورستن تحقیق هولمز در این پرونده یکی از عالی‌ترین نمونه‌ها در حرفهٔ پر آوازهٔ اوست.

## داستان
دوشیزه مری مورستن هر سال از طریق پست، مروارید درشتی دریافت می‌کند که هیچ سر نخی در مورد فرستنده اش وجود ندارد. وقتی این فرستندهٔ اسرارآمیز از او تقاضای ملاقات می‌کند، هولمز و واتسن هم وارد ماجرا می‌شوند. مرگی وحشتناک و گنجینه‌ای که ناپدید شده به تعقیبی جانانه در خیابان‌ها به هنگام سپیده دم و سپس در طول رودخانهٔ تیمز منتهی می‌شود...